# Giải bóng đá hạng nhất quốc gia Tahiti 2015–16
Giải bóng đá hạng nhất quốc gia Tahiti 2015–16 là mùa giải thứ 69 của giải bóng đá cao nhất ở Tahiti. Tefana là đương kim vô địch khi giành được danh hiệu thứ tư mùa giải trước.

## Đội bóng
Có tổng cộng 8 đội thi đấu ở mùa giải 2015–16. Đội vô địch sẽ giành quyền tham dự Giải bóng đá vô địch các câu lạc bộ châu Đại Dương 2017, trong khi 2 đội xếp cuối sẽ xuống chơi tại Giải bóng đá hạng nhì quốc gia Tahiti.
| Đội bóng      | Sân vận động                       | Địa điểm  | Sức chứa | Huấn luyện viên   |
| ------------- | ---------------------------------- | --------- | -------- | ----------------- |
| Aorai         | Stade De Taunoa                    | Papeete   | 1.000    |                   |
| Central Sport | Stade Pater Te Hono Nui            | Pirae     | 15.000   |                   |
| Dragon        | Stade Vélodrome Dr. Pierre Cassiau | Papeete   | 5.000    | Ludovic Graugnard |
| Manu-Ura      | Stade Paea                         | Paea      | 10.000   | Pita Teivitau     |
| Pirae         | Stade Vélodrome Dr. Pierre Cassiau | Papeete   | 5.000    | Samuel Garcia     |
| Taiarapu      | Stade Teahupo'o                    | Teahupo'o | 1.200    |                   |
| Tefana        | Stade Louis Ganivet                | Faaa      | 5.000    | Sébastien Labayen |
| Vénus         | Stade Pater Te Hono Nui            | Pirae     | 15.000   |                   |

## Bảng xếp hạng
| XH | Đội           | Tr | T  | H | T  | BT  | BB | HS  | Đ  | Lên hay xuống hạng                                              |
| -- | ------------- | -- | -- | - | -- | --- | -- | --- | -- | --------------------------------------------------------------- |
| 1  | Tefana (C)    | 21 | 19 | 2 | 0  | 103 | 20 | +83 | 84 | Tham dự Giải bóng đá vô địch các câu lạc bộ châu Đại Dương 2017 |
| 2  | Central Sport | 21 | 11 | 1 | 9  | 48  | 51 | −3  | 65 | Tham dự Giải bóng đá vô địch các câu lạc bộ châu Đại Dương 2017 |
| 3  | Vénus         | 21 | 9  | 6 | 6  | 45  | 42 | +3  | 62 | Tham dự Vòng Playoff Vô địch                                    |
| 4  | Pirae         | 21 | 10 | 1 | 10 | 58  | 62 | −4  | 62 | Tham dự Vòng Playoff Vô địch                                    |
| 5  | Manu-Ura      | 21 | 11 | 3 | 7  | 48  | 48 | 0   | 59 |                                                                 |
| 6  | Dragon        | 21 | 4  | 7 | 10 | 41  | 53 | −12 | 46 |                                                                 |
| 7  | Taiarapu (R)  | 21 | 3  | 4 | 14 | 39  | 68 | −29 | 44 | Xuống hạng Giải bóng đá hạng nhì quốc gia Tahiti                |
| 8  | Aorai (R)     | 21 | 3  | 4 | 14 | 23  | 61 | −38 | 36 | Xuống hạng Giải bóng đá hạng nhì quốc gia Tahiti                |

Cập nhật đến ngày 21 tháng 3 năm 2016
Nguồn: RSSSF
Quy tắc xếp hạng: 1. Điểm; 2. Hiệu số bàn thắng; 3. Số bàn thắng.
(VĐ) = Vô địch; (XH) = Xuống hạng; (LH) = Lên hạng; (O) = Thắng trận Play-off; (A) = Lọt vào vòng sau. 
Chỉ được áp dụng khi mùa giải chưa kết thúc: 
(Q) = Lọt vào vòng đấu cụ thể của giải đấu đã nêu; (TQ) = Giành vé dự giải đấu, nhưng chưa tới vòng đấu đã nêu.

## Vòng Playoff Vô địch

### Cặp đấu
|  | Bán kết       | Bán kết       |            |       | Chung kết | Chung kết |
|  |               |               |            |       |           |           |
|  | 28 March      |               |            |       |           |           |
|  |               |               |            |       |           |           |
|  | Tefana        | 6             |            |       |           |           |
|  | Tefana        | 6             | 23 April   |       |           |           |
|  | Pirae         | 1             |            |       |           |           |
|  | Pirae         | 1             | Tefana (p) | 1 (6) |           |           |
|  | 28 March      |               | Tefana (p) | 1 (6) |           |           |
|  |               | Central Sport | 1 (5)      |       |           |           |
|  | Central Sport | Central Sport | 1 (5)      | 4     |           |           |
|  | Central Sport |               |            | 4     |           |           |
|  | Vénus         | 0             |            |       |           |           |
|  | Vénus         | 0             |            |       |           |           |

### Bán kết
| Tefana | 6–1 | Pirae |
| ------ | --- | ----- |
|        |     |       |

| Central Sport | 4–0 | Vénus |
| ------------- | --- | ----- |
|               |     |       |

### Chung kết
| Tefana            | 1–1 (s.h.p.) | Central Sport |
| ----------------- | ------------ | ------------- |
| Graglia 58'       |              | Paama 90+4'   |
| Loạt sút luân lưu |              |               |
|                   | 6–5          |               |